# نواف القديمي
نواف بن عبد الرحمن بن حمود القديمي ولد في مدينة الرياض (14 يونيو 1976م) هو كاتب وباحث سعودي صدرت له تسعة كتب، مهتم بالفكر السياسي والحركات الإسلامية، ومالك الشبكة العربية للأبحاث والنشر. في عام 2000م تخرج بشهادة بكالوريس من جامعة الملك سعود من قسم الإعلام، شعبة صحافة.

## مسيرته العملية
1- عمل في صحيفة الشرق الأوسط من بداية 2003م وحتى أواخر 2005م.

## مؤلفاته
1. أشواق الحرية؛ مقاربة للموقف السلفي من الديمقراطية
2. أوراق مغربية: يوميات صحفي في الأمكنة القديمة
3. يوميات الثورة: من ميدان التحرير .. إلى سيدي بوزيد .. حتى ساحة التغيير
4. جداريات بيروتية ولوحات قاهرية: يوميات صحفي في أزمنة التحول
5. المحافظون والإصلاحيون: في الحالة الإسلامية السعودية
6. محاورات: الإسلاميون وأسئلة النهضة المعاقة
7. الإسلاميون: سجال الهوية والنهضة
8. الإسلاميون وربيع الثورات: المُمارسة المُنتجة للأفكار
9. حكاية المدنية الموبوءة